# 李文熙 (萬曆進士)
李文熙（1550年—？），字道光，號純臺，直隸真定府南宮縣人，民籍，明朝政治人物。

## 生平
嘉靖四十三年（1564年）甲子科鄉試十一名，連續七科會試落地，萬曆十四年（1586年）丙戌科會試一百四十六名，中式二甲第三十一名進士。吏部观政，任山東汶上縣知縣。補句容知縣，二十一年擢升南京山东道御史，二十三年巡视京营，十二月疏救御史冀体、给事中任彦蘖、文选司郎中冯生虞等人，二十三年（1595年）冬，神宗因兵部擅自徇私署職事遷怒科道官員，給事中耿隨龍、鄒廷彥、黎道炤、孫羽侯、黃運泰、毛一公，御史李宗延、顧際明、袁可立、綦才、吳禮嘉、王有功、李本固，南京給事中伍文煥、費必興、盧大中，南京御史柳佐、聶應科、李文熙十九人俱調外任，其餘停俸一年。。
天啓元年（1621年）起光禄寺丞，本年十月升南京光禄寺少卿添注，三年十一月升南京太僕寺卿。

## 家族
曾祖李鉞；祖父李榛；父李禎，曾任壽官。母任氏。兄文振（选贡）、弟文燦（生员）。